# 英国的锡矿开采
从史前时期的青铜时代，不列颠群岛就有锡矿开采，一直进行到20世纪。在青铜时代，锡在制作青铜合金过程中有着非常重要的作用。由于英国西南部康沃尔郡和德文郡是在更新世的盎格鲁阶段里，英国为数不多的逃过冰期的地区之一，所以在地表中就能找到锡矿。起初可能是在河流砾石冲击层里开采锡石，这是炼锡的主要原料。然后在地下浅层里开采，需要通过浅浅的切削来采矿。19世纪开始采用先进的深层采矿，这些锡矿甚至延伸到海床下好几个地层。